# Pastoratshofer Bach
| Zuläufe und Bauwerke \| Pastoratshofer Bach \| Pastoratshofer Bach \| Pastoratshofer Bach \| \| -------------------- \| ------------------- \| ------------------- \| \| Legende \| \| \| \| Radevormwald \| \| Radevormwald \| \| \| \| \| \| \| \| \| \| Elberfelder Landwehr \| \| \| \| Spreeler Bach \| \| \| |  |              |
| Pastoratshofer Bach |  |              |
| Legende |  |              |
| Radevormwald |  | Radevormwald |
| |  |              |
| |  |              |
| Elberfelder Landwehr |  |              |
| Spreeler Bach |  |              |

Der Pastoratshofer Bach ist ein 0,7 Kilometer langer, orographisch linker Nebenfluss des Spreeler Bachs in Radevormwald. 

## Lage und Topografie
Der Bach entspringt auf 278 Meter ü. NN südlich der Radevormwalder Ortschaft Pastoratshof und fließt in westliche Richtung zum Spreeler Bach, in dem er auf 229 Meter ü. NN mündet.
Kurz vor der Mündung überquerte die Elberfelder Linie der Bergischen Landwehr den Pastoratshofer Bach.